# Festival Cuna de Acordeones
El Festival Cuna de Acordeones es un festival de vallenato que se realiza en el municipio colombiano de Villanueva, La Guajira, cada año en el mes de septiembre desde 1979. El Festival fue declarado Patrimonio Cultural y Artístico de la Nación, mediante La Ley 1052 de 2006.
El festival ha tratado de implementar un quinto aire en el vallenato, el cual fue llamado Romanza.

## Historia
El Festival Cuna de Acordeones es la máxima manifestación cultural del municipio de Villanueva (La Guajira), y segundo en importancia en la música vallenata después del Festival de la Leyenda Vallenata que se realiza en Valledupar. El Festival Cuna de Acordeones se realiza desde 1979 cada año en el mes de septiembre exceptuando los años 2010, 2011 y 2012, que se realizó en el mes de junio. 
El Festival Cuna de Acordeones se lleva a cabo en la Plaza Principal de Villanueva. Sin embargo, dejará de realizarse en la plaza principal del municipio para realizarse en el Parque Cuna de Acordeones, el cual estará siendo construido en el lote del antiguo IDEMA, en la margen izquierda del Río Villanueva.

## Fundación Festival Cuna de Acordeones
El festival es realizado bajo el auspicio de La Fundación Festival Cuna de Acordeones, la cual tiene tres categorías de miembros: Honorarios, Fundadores y Activos.
Son miembros honorarios: 
- El gobernador y el alcalde de turno del departamento de La Guajira y del municipio de Villanueva, respectivamente.
- Exponentes y defensores de la música vallenata como Tomás Alfonso Zuleta, Emiliano Zuleta Díaz, Israel Romero, Egidio Cuadrado, Andrés "El Turco" Gil y Jorge Celedón.
- También aquellas personas naturales que, por sus notorios y valiosos servicios prestados al Festival Cuna de Acordeones, merezcan esta distinción.
- Además de ellos, otras personas que brindan beneficios al Festival y que el Consejo Directivo considere merecedores para este honor.

## Concursos
En el marco del Festival Cuna de Acordeones se llevan a cabo los siguientes concursos:
- Rey Acordeón Profesional - Competencia entre personas que derivan su sustento económico de la práctica del vallenato.
- Rey Acordeón Aficionado - Competencia entre personas que no derivan su sustento económico de la práctica del vallenato, sino que lo practican por mera afición.
- Rey Acordeón Juvenil - Competencia entre jóvenes de 14 a 18 años de edad.
- Rey Acordeón Infantil - Competencia entre niños no mayores de 13 años.
- Rey Canción Inédita Cuna de Acordeones - Canción aún no grabada por agrupación alguna, ni presentada en festival alguno.
- Rey Piquera Profesional  - Competencia entre verseadores repentistas en las modalidades de versos de cuatro palabras, décima de tema libre y pie forzado.

Desde 2003 y cada 10 años se corona al Rey de Reyes en la categoría profesional, donde concursan únicamente los ganadores de anteriores versiones del certamen.

## Escenarios
Los actos centrales del Festival, como la final, se ha realizado año tras año en la plaza principal de Villanueva a excepción de la edición número 35 que se realizó en el polideportivo de Villanueva. Sin embargo, el festival está planeando trasladarse al futuro Parque Cuna de Acordeones, el cual se construirá a un lado del Río Villanueva.

## Ganadores Categoría Profesional
- 1979 -  JESUALDO BOLAÑO
- 1980 -  JESUALDO BOLAÑO
- 1981 -  ALVARO LOPEZ
- 1982 -  GENARO RAMOS
- 1983 -  EDUARDO DANGOND
- 1984 -  NAVIN LOPEZ
- 1985 -  MAURO MILIAN
- 1986 -  FRANCO ROYS
- 1987 -  ALBERTO RADA
- 1988 -  ORANGEL MAESTRE
- 1989 -  JESUALDO BOLAÑO
- 1990 -  GABRIEL MAESTRE
- 1991 -  GABRIEL JULIO SIERRA
- 1992 -  JULIO ROJAS
- 1993 -  GUSTAVO OSORIO
- 1994 -  JOSÉ MARIA RAMOS
- 1995 -  JOSÉ DEL C. RIVERA
- 1996 -  MANUEL VEGA
- 1997 -  SAMUEL ARIZA
- 1998 -  JOSE VASQUEZ
- 1999 -  HAROLD RIVERA
- 2000 -  ALMES GRANADOS
- 2001 -  JUAN DAVID HERRERA
- 2002 -  XAVIER KAMMERER
- 2003 -  JUAN DAVID HERRERA "REY DE REYES"
- 2004 -  NEMER TETAY
- 2005 -  VICTOR ROMERO JR.
- 2006 -  JULIAN ROJAS
- 2007 -  HILDEMARO BOLAÑOS
- 2008 -  JULIAN ROJAS
- 2009 -  LUIS DAZA
- 2010 -  OMAR HERMANDEZ
- 2011 -  JUAN DAVID HERRERA
- 2012 -  MAURICIO DE SANTIS
- 2013 -  LUIS DAZA MAESTRE "REY DE REYES"
- 2014 -  GUILLERMO ORTIZ
- 2015 -  CARLOS JOSÉ MENDOZA
- 2016 -  CARLOS TORRES ARROYO
- 2017 -  JOSÉ MARIA RAMOS[3]
- 2018 -  ROBERTO KAMMERER
- 2019 -  YORJAN HERRERA
- 2020 -  Cancelado por pandemia de COVID-19 en Colombia
- 2021 - Cancelado por pandemia de COVID-19 en Colombia
- 2022 - XAVIER KAMMERER ”REY DE REYES”
- 2023 - JUAN DAVID ATENCIA
- 2024 - EDGARDO BOLAÑOS JR.